# モンロビア (カリフォルニア州)
モンロビア（Monrovia）は、アメリカ合衆国カリフォルニア州のロサンゼルス郡にある都市。人口は3万7931人（2020年）。ダウンタウン・ロサンゼルスの東25キロメートル、サンガブリエル山脈南嶺に位置している。

## 概要
1887年に法人化した。鉄道はパシフィック電鉄、道路はルート66が通り交通の要所として発展した。
現在はロサンゼルスのベッドタウンとして機能している。住民はヒスパニックが比較的多い。ロサンゼルス郡都市圏交通局A線のモンロビア駅があり通勤に利用されている。豊かな自然も残っており、標高の高い地区にはピューマやボブキャットなどの野生動物が生息している。

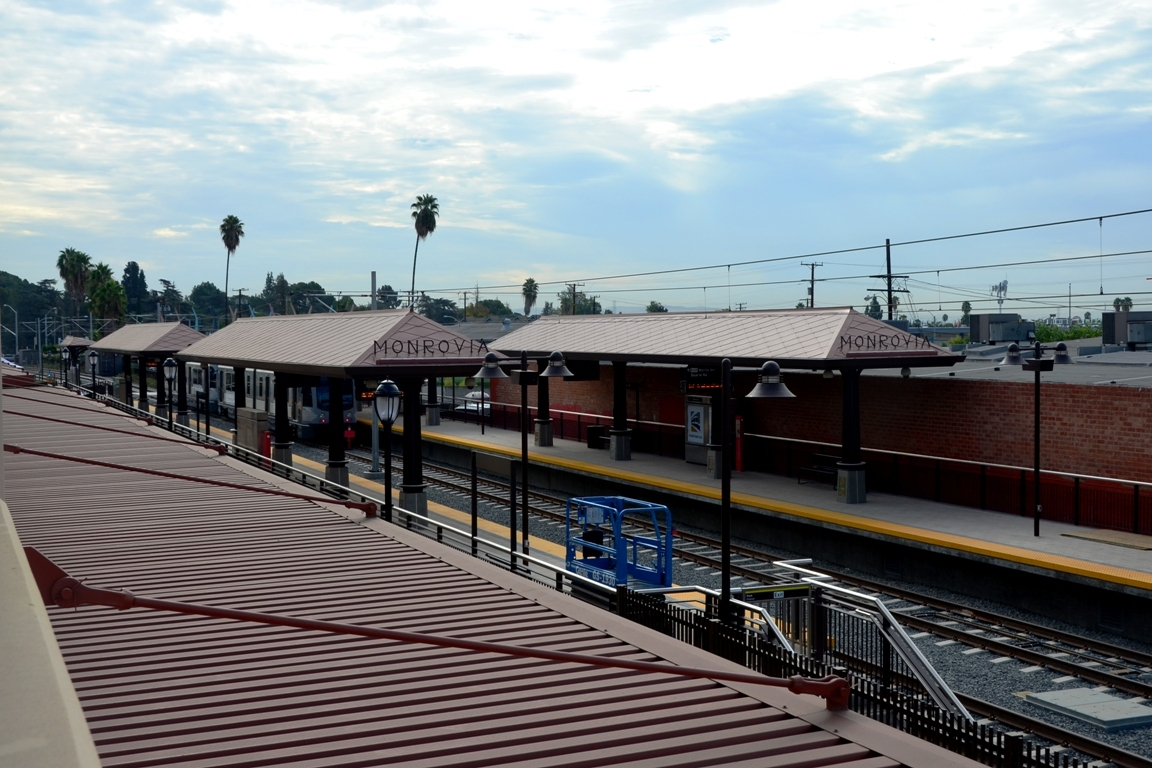
モンロビア駅